# Pål Eggert

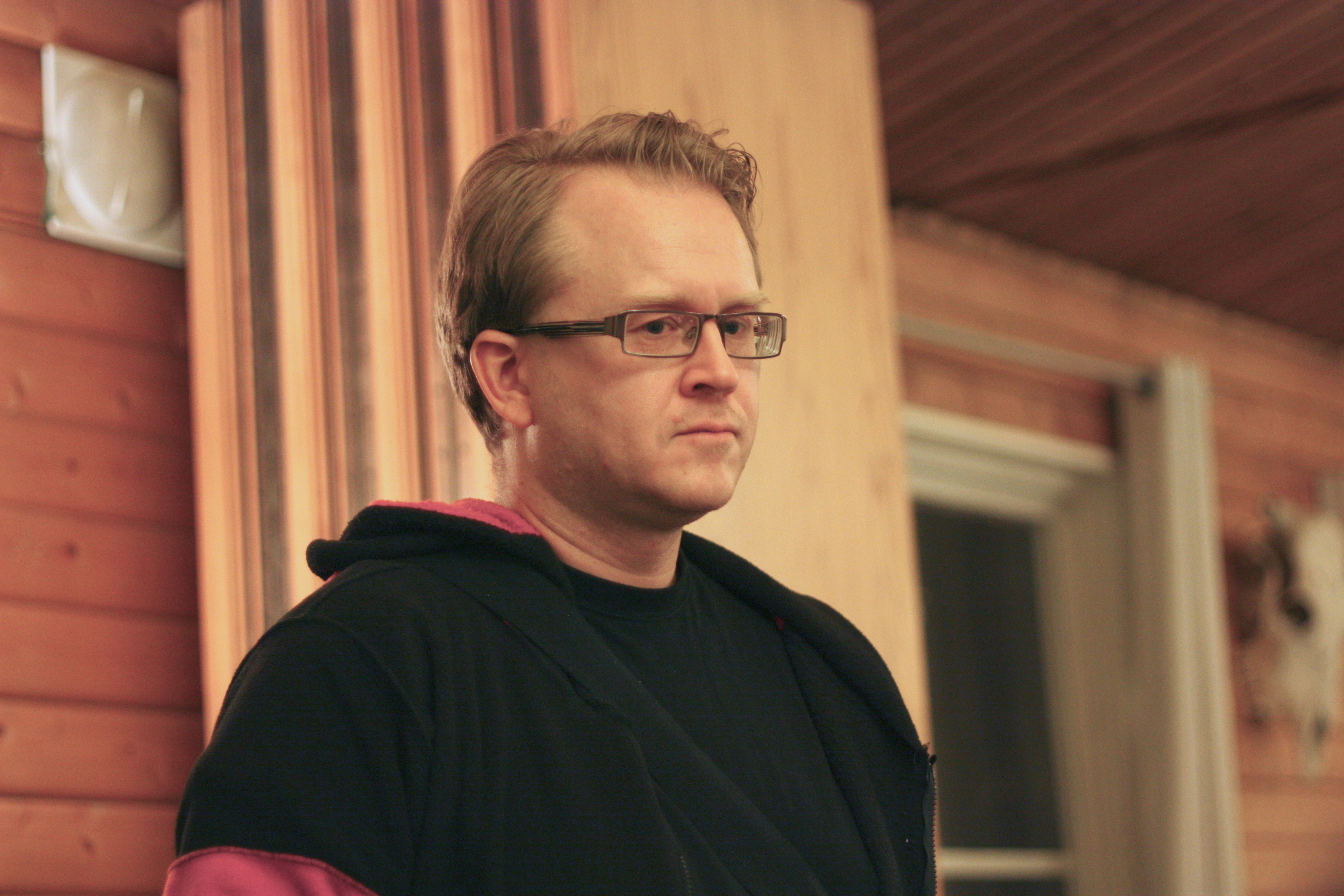
Pål Eggert på Catahyas årsmöte 2010.

Pål Eggert, född 28 november 1968, är en svensk författare bosatt i Göteborg.
Eggert växte upp i Lindängen i Malmö. Uppväxten präglades av att familjen var medlemmar i Jehovas Vittnen, och Eggert har beskrivit uppväxten som präglad av skuld och skam. Han fann en tillflykt i att läsa fantasylitteratur.
Han romandebuterade med fantasyboken Ars moriendi 1998. Hans andra roman, De döda fruktar födelsen, gavs ut av Järnringen 2010. Hans tredje roman Borde vara död var början på en trilogi som gavs ut på Styxx Fantasy 2013. Uppföljaren Dödfödd gavs ut av Swedish Zombie 2017. Döda platser är den tredje delen och utkom på Swedish Zombie november 2019. Eggert har även skrivit artiklar och noveller, och både kritik och skönlitteratur i tidskriften Minotauren. 
Eggert är gift och har två barn.